# بطولة تونس للكرة الطائرة للرجال 1974-1975
بطولة تونس للكرة الطائرة للرجال 1974-1975 هو الموسم رقم 20 من بطولة تونس للكرة الطائرة للرجال.

فاز بهذا الموسم المستقبل الرياضي بالمرسى.

## روابط خارجية
- الموقع الرسمي للجامعة التونسية للكرة الطائرة.